# Adesmus laetus
Adesmus laetus là một loài bọ cánh cứng trong họ Cerambycidae.